# Bevons
Bevons é uma comuna francesa na região administrativa da Provença-Alpes-Costa Azul, no departamento dos Alpes da Alta Provença. Estende-se por uma área de 11,26 km². Em 2010 a comuna tinha 302 habitantes (densidade: 26,8 hab./km²).